# 2015 في جمهورية أيرلندا
فيما يلي قوائم الأحداث التي وقعت خلال عام 2015 في جمهورية أيرلندا.

## أفلام
من الأفلام التي صدرت هذه السنة في جمهورية أيرلندا:
- 1 يناير – أغنية من البحر من إخراج توم مور.
- 1 يناير – بروكلين من إخراج جون كرولي (مخرج أفلام).
- 1 يناير – ماذا لو من إخراج Michael Dowse [الإنجليزية]‏.
- 16 أكتوبر – غرفة من إخراج ليني أبراهامسون.

## برامج ومسلسلات وأنمي
- السقوط

## وفيات

### يناير
- 10 يناير – ميف هيلري (مواليد 1924) طبيبة أيرلندية.

### أكتوبر
- 24 أكتوبر – مورين أوهارا (مواليد 1920)